# Temporada 1968-69 de los Boston Celtics
La temporada 1968-69 fue la vigésimo tercera de los Boston Celtics en la NBA. La temporada regular acabó con 48 victorias y 34 derrotas, clasificándose para los playoffs, en los que se proclamaron campeones, tras derrotar en las finales a Los Angeles Lakers.

## Elecciones en el Draft
| Ronda | Puesto | Jugador        | Posición        | Nacionalidad   | Universidad      |
| ----- | ------ | -------------- | --------------- | -------------- | ---------------- |
| 1     | 12     | Don Chaney     | Escolta         | Estados Unidos | Houston          |
| 3     | 32     | Garfield Smith | Ala-Pívot/Pívot | Estados Unidos | Eastern Kentucky |
| 4     | 46     | Rich Johnson   | Ala-Pívot/Pívot | Estados Unidos | Grambling State  |

## Temporada regular
| División Este        | División Este | División Este | División Este | División Este | División Este | División Este | División Este | División Este |
| Equipo               | G             | P             | %             | PD            | Casa          | Fuera         | Neutral       | Div           |
| -------------------- | ------------- | ------------- | ------------- | ------------- | ------------- | ------------- | ------------- | ------------- |
| x-Baltimore Bullets  | 57            | 25            | .695          | –             | 29–9          | 24–15         | 4–1           | 26–14         |
| x-Philadelphia 76ers | 55            | 27            | .671          | 2             | 26–8          | 24–16         | 5–3           | 23–17         |
| x-New York Knicks    | 54            | 28            | .659          | 3             | 30–7          | 19–20         | 5–1           | 26–14         |
| x-Boston Celtics     | 48            | 34            | .585          | 9             | 24–12         | 21–19         | 3–3           | 23–17         |
| Cincinnati Royals    | 41            | 41            | .500          | 16            | 15-13         | 16–21         | 10–7          | 20–20         |
| Detroit Pistons      | 32            | 50            | .390          | 25            | 21–17         | 7–30          | 4–3           | 13–27         |
| Milwaukee Bucks      | 27            | 55            | .329          | 30            | 15–19         | 8–27          | 4–9           | 7–29          |

## Playoffs

### Semifinales de División
Boston Celtics vs. Philadelphia 76ers 
| Fecha       | Partido                                    | Ciudad     |
| ----------- | ------------------------------------------ | ---------- |
| 26 de marzo | Philadelphia 76ers 100, Boston Celtics 114 | Filadelfia |
| 28 de marzo | Boston Celtics 134, Philadelphia 76ers 103 | Boston     |
| 30 de marzo | Philadelphia 76ers 118, Boston Celtics 125 | Filadelfia |
| 1 de abril  | Boston Celtics 116, Philadelphia 76ers 119 | Boston     |
| 4 de abril  | Philadelphia 76ers 90, Boston Celtics 93   | Filadelfia |
|             | Boston Celtics gana las series 4-1         |            |

### Finales de División
Boston Celtics vs. New York Knicks 
| Fecha       | Partido                                 | Ciudad     |
| ----------- | --------------------------------------- | ---------- |
| 6 de abril  | New York Knicks 100, Boston Celtics 108 | Nueva York |
| 9 de abril  | Boston Celtics 112, New York Knicks 97  | Boston     |
| 10 de abril | New York Knicks 101, Boston Celtics 91  | Nueva York |
| 13 de abril | Boston Celtics 97, New York Knicks 96   | Boston     |
| 14 de abril | New York Knicks 112, Boston Celtics 104 | Nueva York |
| 18 de abril | Boston Celtics 106, New York Knicks 105 | Boston     |
|             | Boston Celtics gana las series 4-2      |            |

### Finales de la NBA
Los Angeles Lakers vs. Boston Celtics
| Fecha       | Partido                                    | Ciudad      |
| ----------- | ------------------------------------------ | ----------- |
| 23 de abril | Los Angeles Lakers 120, Boston Celtics 118 | Los Ángeles |
| 25 de abril | Los Angeles Lakers 118, Boston Celtics 112 | Los Ángeles |
| 27 de abril | Boston Celtics 111, Los Angeles Lakers 105 | Boston      |
| 29 de abril | Boston Celtics 89, Los Angeles Lakers 88   | Boston      |
| 1 de mayo   | Los Angeles Lakers 117, Boston Celtics 104 | Los Ángeles |
| 3 de mayo   | Boston Celtics 99, Los Angeles Lakers 90   | Boston      |
| 5 de mayo   | Los Angeles Lakers 106, Boston Celtics 108 | Los Ángeles |
|             | Boston gana las finales 4-3                |             |

## Estadísticas
| Rk | Jugador         | Edad | P  | PT | MP   | TC  | TCI  | %TC  | TL  | TLI | %TL  | RB   | AS  | FP  | PTS  |
| 1  | Bill Russell    | 34   | 77 |    | 42.7 | 3.6 | 8.4  | .433 | 2.6 | 5.0 | .526 | 19.3 | 4.9 | 3.0 | 9.9  |
| 2  | John Havlicek   | 28   | 82 |    | 38.7 | 8.4 | 20.8 | .405 | 4.7 | 6.0 | .780 | 7.0  | 5.4 | 3.0 | 21.6 |
| 3  | Bailey Howell   | 32   | 78 |    | 32.4 | 7.8 | 16.1 | .487 | 4.0 | 5.5 | .735 | 8.8  | 1.8 | 3.7 | 19.7 |
| 4  | Larry Siegfried | 29   | 79 |    | 32.4 | 5.0 | 13.1 | .380 | 4.3 | 4.9 | .864 | 3.6  | 4.7 | 2.8 | 14.2 |
| 5  | Tom Sanders     | 30   | 82 |    | 26.6 | 4.4 | 10.3 | .430 | 2.3 | 3.1 | .733 | 7.0  | 1.3 | 3.6 | 11.2 |
| 6  | Sam Jones       | 35   | 70 |    | 26.0 | 7.1 | 15.8 | .450 | 2.1 | 2.7 | .783 | 3.8  | 2.6 | 1.7 | 16.3 |
| 7  | Don Nelson      | 28   | 82 |    | 21.6 | 4.6 | 9.4  | .485 | 2.5 | 3.2 | .776 | 5.6  | 1.1 | 2.4 | 11.6 |
| 8  | Em Bryant       | 30   | 80 |    | 17.4 | 2.5 | 6.1  | .404 | 0.8 | 1.3 | .650 | 2.4  | 2.2 | 3.3 | 5.7  |
| 9  | Jim Barnes      | 27   | 49 |    | 12.1 | 1.9 | 4.1  | .455 | 1.3 | 1.9 | .707 | 4.0  | 0.6 | 2.2 | 5.1  |
| 10 | Don Chaney      | 22   | 20 |    | 10.5 | 1.8 | 5.7  | .319 | 0.4 | 1.0 | .400 | 2.3  | 1.0 | 1.6 | 4.0  |
| 11 | Bud Olsen       | 28   | 7  |    | 6.1  | 1.0 | 2.7  | .368 | 0.0 | 0.9 | .000 | 2.0  | 0.6 | 0.9 | 2.0  |
| 12 | Rich Johnson    | 22   | 31 |    | 5.3  | 0.9 | 2.5  | .382 | 0.4 | 0.7 | .478 | 1.7  | 0.2 | 1.3 | 2.2  |
| 13 | Mal Graham      | 23   | 22 |    | 4.7  | 0.6 | 2.5  | .236 | 0.5 | 0.6 | .786 | 1.1  | 0.6 | 1.2 | 1.7  |

## Galardones y récords
| Jugador       | Galardón                                                                     |
| Bill Russell  | Mejor quinteto defensivo de la NBA All-Star                                  |
| John Havlicek | 2.º Mejor quinteto de la NBA 2.º Mejor quinteto defensivo de la NBA All-Star |
| Satch Sanders | 2.º Mejor quinteto defensivo de la NBA                                       |